# Сверстюк Андрій Степанович
Сверстюк Андрій Степанович (нар. 14 червня 1978, м. Броди Львівської області, Україна) — український вчений у галузі математичного моделювання та обчислювальних методів, доктор технічних наук (2020), професор (2021), професор кафедри медичної інформатики Тернопільського національного медичного університету імені І. Я. Горбачевського.

## Життєпис
З відзнакою закінчив Технічний коледж Тернопільського державного технічного університету імені Івана Пулюя за спеціальністю «Радіоапаратобудування» у 1997 році.
Після коледжу навчався у Тернопільському державному технічному університеті імені Івана Пулюя за освітньо-професійною програмою «Електронні апарати» (1999); отримав диплом спеціаліста з відзнакою за спеціальністю «Біотехнічні та медичні апарати і системи» (2000); диплом магістра з відзнакою за спеціальністю 8.05070204 — «Біотехнічні та медичні апарати і системи» (2001).
Закінчив аспірантуру у Тернопільському державному технічному університеті імені Івана Пулюя (2008).
З 2000 року працює у Тернопільському національному медичному університеті: інженер з ремонту медичного обладнання, інженер з охорони праці та техніки безпеки (2000—2002), асистент, доцент кафедри медичної інформатики з фізикою, професор кафедри медичної інформатики ТНМУ (з 2021 р.).

## Наукова діяльність
У 2010 році захистив кандидатську дисертацію на тему «Математичне моделювання та методи обробки синхронно зареєстрованих сигналів серця з використанням циклічних ритмічно пов’язаних випадкових процесів». 
У 2020 році захистив докторську дисертацію на тему «Моделі та методи компартментного математичного моделювання кіберфізичних систем медико-біологічних процесів» (спеціальність 01.05.02 — математичне моделювання та обчислювальні методи).
Наукові інтереси: математичне моделювання та методи опрацювання сигналів в кардіодіагностичних системах; проектування та дослідження кіберфізичних біосенсорних систем; моделі та методи прогнозування в епідеміологічних дослідженнях.
Є автором понад 150 наукових праць, в тому числі 1 підручника, 3 навчальних посібників, 5 монографій, 15 авторських свідоцтв на комп’ютерні програми, 1 інформаційного листа та 1 патента.

### Окремі праці
- Сверстюк А. С. Моделі та методи компартментного математичного моделювання кіберфізичних систем медико-біологічних процесів: дис. … док. тех. наук: 01.05.02 – математичне моделювання та обчислювальні методи). Тернопіль, 2020. 611 с. http://elartu.tntu.edu.ua/handle/lib/32351 [Архівовано 28 грудня 2021 у Wayback Machine.]

- Martsenyuk V., Sverstiuk А. Cyber-physical model of the immunosensor system at the hexagonal lattice with the use of difference equations of the population dynamics. Innovative Technologies and Scientific Solutions for Industries. 2019. № 1. P. 75–83. http://journals.uran.ua/itssi/article/view/2522-9818.2019.7.075 [Архівовано 28 грудня 2021 у Wayback Machine.]
- Martsenyuk V., Klos-Witkowska A., Sverstiuk A. Stability, bifurcation and transition to chaos in a model of immunosensor based on lattice differential equations with delay. Electronic Journal of Qualitative Theory of Differential Equations: No. 2018 (27). P. 1–31. (Scopus, Web of Science). http://www.math.u-szeged.hu/ejqtde/periodica.html?periodica=1&paramtipus_ertek=publication&param_ertek=6354 [Архівовано 28 грудня 2021 у Wayback Machine.]
- Martsenyuk V.P., Andrushchak I.Ye., Zinko P.M., Sverstiuk A.S. On Application of Latticed Differential Equations with a Delay for Immunosensor Modeling. Journal of Automation and Information Sciences. 2018. Vol. 50 (6). P. 55–65. Doi: https://www.dl.begellhouse.com/journals/2b6239406278e43e,5157b39e78fe0c7d,4cf3a70e5bbff6aa.html [Архівовано 28 грудня 2021 у Wayback Machine.]
- Martsenyuk V.P., Sverstiuk A.S., Andrushchak I.Ye. Approach to the Study of Global Asymptotic Stability of Lattice Differential Equations with Delay for Modeling of Immunosensors. Journal of Automation and Information Sciences. 2019. Vol. 48 (8). P. 58–71. https://www.dl.begellhouse.com/ru/journals/2b6239406278e43e,56383d0b7abd7c9e,4d233b882562fe7a.html# [Архівовано 28 грудня 2021 у Wayback Machine.]
- Martsenyuk V., Sverstiuk А., Gvozdetska I. Using Differential Equations with Time Delay on a Hexagonal Lattice for Modeling Immunosensors. Cybernetics and Systems Analysis. 2019. Vol. 55 (4). P. 625–636. https://link.springer.com/article/10.1007/s10559-019-00171-2 [Архівовано 28 грудня 2021 у Wayback Machine.]
- Sverstiuk A. Numerical algorithm for optimal control development for annealing stage of polymerase chain Reaction. Scientific Journal of TNTU. 2019. Vol. 93. No 1. P. 147–160. https://visnyk.tntu.edu.ua/index.php?art=485 [Архівовано 28 грудня 2021 у Wayback Machine.]
- Sverstiuk A. Comparative analysis of results of numerical simulation of cyber-physical biosensor systems on the basis of lattice diferential equations. Scientific Journal of TNTU. 2019. Vol. 95. No 3. P. 123–128. http://elartu.tntu.edu.ua/handle/lib/31563 [Архівовано 28 грудня 2021 у Wayback Machine.]
- Sverstiuk A. Numerical simulation of electric signal in a cyber-physic immunosensor system in a rectangle lattice in a package R. Scientific Journal of TNTU. 2019. Vol. 94. No 2. P. 96–103. https://visnyk.tntu.edu.ua/pdf/94/495.pdf [Архівовано 28 грудня 2021 у Wayback Machine.]
- Марценюк В.П., Сверстюк А.С. Про модель кібер-фізичної системи з атаками стану та вимірювань на основі стохастичних різницевих рівнянь. Захист інформації. 2019. Т. 21. № 1. C. 5–12.
- Сверстюк А.С. Чисельний аналіз стійкості кібер-фізичної моделі імуносенсора на прямокутній решітці з використанням різницевих рівнянь. Електронне моделювання. 2019. № 1. С. 105–118. https://doi.org/10.15407/emodel.41.01.105
- Сверстюк А.С. Моделювання кібер-фізичної імуносенсорної системи на прямокутній решітці з використанням решітчастих диференціальних рівнянь із запізненням. Сенсорна електроніка та мікросистемні технології. 2019. № 2. С. 53–65. DOI: https://doi.org/10.18524/1815-7459.2019.2.171240
- Martsenyuk V.P., Sverstiuk A.S., Klos-Witkowska A., Bagriy-Zayats O.A. Numerical Simulation of Cyber-physical Biosensor Systems on the Basis of Lattice Difference Eqations. Advances in Cyber-physical Systems. 2019. Vol. 4. No. 2. P. 55–70. http://ena.lp.edu.ua:8080/bitstream/ntb/52231/2/19v4n2_Martsenyuk_V-Numerical_Simulation_of_91-99.pdf [Архівовано 25 серпня 2020 у Wayback Machine.]